# قضية عقد التأمين الصحي لوزارة التربية
هي قضية فساد مالي في عقد التأمين الصحي لوزارة التربية العراقية وفضيحة سياسية شهدها العراق عام 2020.

## تفاصيل القضية
في عام 2019 أبرمتها وزارة التربية العراقية عقد تأمين صحي مع شركة «أرض الوطن» وهي مملوكة لرجال أعمالٍ لبنانيين هم: كريم تحسين الخيّاط وبشير الخشن وريتشارد صليبا. بقيمة 41 مليار دينار (34 مليون دولار). اما تمويل العقد، فمن رواتب العاملين في وزارة التربية. ووفق تسريبات صحفية، قُسّم العقد على الشكل الآتي: 16 مليون دولار للنائب مثنى السامرائي، 3 ملايين لوزيرة التربية سهى العلي، 11 مليوناً مقسّمة بين رئيس البرلمان محمد الحلبوسي والنائب محمد الكربولي (شقيق زعيم «حزب الحل» جمال الكربولي)، و5 ملايين لشركة «أرض الوطن». ولم تقدّم الشركة لقاءها أيّ خدمةٍ. وبعد خلاف سياسي بسبب انشقاق السامرائي عن كتلة الحلبوسي تسرب العقد للاعلام وبدأ القضاء العراقي بالتحقيق. وبعد إصدار مذكرات قبض بحق ملاك الشركة اللبنانية اعادت الشركة نحو 30 مليار دينار عراقي (25 مليون دولار)، من أصل قيمة العقد البالغة 41 مليار دينار (34 مليون دولار) في محاولة لفسخ العقد ودياً.

## المتهمون في القضية
- سهى العلي، وزيرة التربية.
- مثنى السامرائي، نائب في البرلمان ورئيس حزب المسار المدني.
- علي مسعد الإبراهيمي، وكيل وزارة التربية ومحسوب على التيار الصدري.
- عصام عبد الخالق، مدير العقود في وزارة التربية
- كريم تحسين الخيّاط، أحد ملاك شركة «ارض الوطن» لبناني الجنسية.
- بشير الخشن، أحد ملاك شركة «ارض الوطن» لبناني الجنسية.
- ريتشارد صليبا، أحد ملاك شركة «ارض الوطن» لبناني الجنسية.
- مدير مكتب وزيرة التربية
- مدير الشؤون القانونية في وزارة التربية
- مدير حسابات الموازنة في وزارة التربية

## التحقيق الرسمي
قال مجلس القضاء الأعلى العراقي إن ثمانية أشخاص بينهم وكيل وزارة التربية (علي مسعد الإبراهيمي) ومدير مكتب الوزيرة ومدير الشؤون القانونية ومدير العقود (عصام عبد الخالق)، محتجزون حاليا على ذمة التحقيق في قضية «عقد التأمين» الخاص بوزارة التربية. ومن بين المتهمين وزيرة التربية (سهى العلي) التي أطلق سراحها بـ«كفالة» بانتظار موعد المحاكمة. وبحسب بيان مجلس القضاء فإن نائب في البرلمان (مثنى السامرائي) سترفع عنه الحصانة بعد اتهامه «بالوقوف خلف تلك الجريمة»، تمهيدا لمحاكمته بشأن الشبهات حول العقد الذي بلغت قيمته 41 مليار دينار (نحو 34 مليون دولار). وأصدرت المحكمة أوامر قبض بحق مجموعة من المتهمين اللبنانيين المتورطين في القضية وأصدرت قرارات بحجز كافة حساباتهم وأموالهم ومستحقاتهم لدى المصارف والمؤسسات العراقية.

## الحكم القضائي
حكمت محكمة جنايات مُكافحة الفساد المركزيَّة حضورياً بالحبس مُدَّة ثلاث سنواتٍ بحقِّ مدير حسابات الموازنة في وزارة التربية، لافتةً إلى أنَّ الحكم جاء على خلفيَّة أخذ مبالغ ماليَّةٍ مقابل تمرير عقد التأمين الصحيّ بين الوزارة وشركة «ارض الوطن».